# Catedral de Santa María de Jerusalén (Mérida)
La desaparecida catedral visigoda de Santa María de Jerusalén o Ecclesia senior de Santa María fue la iglesia metropolitana de Augusta Emerita, actual Mérida. Probablemente se localizaba en el mismo lugar que hoy ocupa el actual templo catedralicio de la capital emeritense.
Actualmente no quedan vestigios de lo que fuera el templo arzobispal, pero sí se pueden admirar, en el Museo Visigodo de la ciudad, algunos elementos arquitectónicos de la primitiva catedral encontrados durante las excavaciones realizadas en la Plaza de España.

## El conjunto catedralicio
La catedral de Emerita Augusta, formaba parte de un conjunto eclesiástico de varios templos y edificios vinculados entre sí por su categoría y su función eclesial como sede del metropolitano de la ciudad.
Estos edificios se situarían en un entorno cercano a la actual Plaza de España y en ellos, la Catedral tendría un puesto primordial. El conjunto quedaría configurado además por otra Basílica, la de san Juan, adosada al templo principal y que actuaría como Baptisterio, y por el Palacio arzobispal, sede de los obispos metropolitanos.
Aunque no se poseen suficientes datos sobre cómo sería este conjunto, sí podemos recrearlo en la actualidad gracias a los datos ofrecidos en el Libro de las Vidas de los Santos Padres Emeritenses, en él se puede leer:

Qui nimio pavore concussus... sese in angulum basilicae silenter contulit... ante gallorum cantu cum laudibus pervenerunt ab ecclesia sanctae Mariae ad basilicam sancti Ioannis in qua baptisterium est quae nimium contigua antefatae basilicae, pariete tantum interposita.
Temblando de miedo, silenciosamente se retiró a un ángulo de la basílica... antes de que cantara el gallo llegaron cantando laudes desde la iglesia de Santa María hasta la basílica de san Juan, en la que está el baptisterio, contigua a la antedicha basílica, sólo separada por un muro.
Libro de las Vidas de los Santos Padres Emeritenses.IV, ix, 4 y 5

## La Basílica de Santa María de Jerusalén
Dentro del conjunto catedralicio, la Basílica de Santa Jerusalén, después dedicada a Santa María por el obispo San Fidel, ocuparía el lugar más importante, siendo la Ecclesia Senior o catedral metropolitana. Levantada en el centro de la ciudad y ocupando el lugar de la actual Concatedral, la basílica arzobispal de Mérida se levantó sobre un templo anterior reconstruido por el obispo Paulo entre el 530 y el 560. En el siglo VI, época de esplendor en la que la ciudad de Mérida se convierte en centro irradiador del arte hispano-visigodo, el obispo Fidel manda reconstruir la Catedral al mismo tiempo que ordena la ampliación de la Basílica martirial de Santa Eulalia.

## La advocación de la Catedral a Santa María
La dedicación de catedrales a la Virgen María fue una práctica generalizada en la Alta Edad Media; pero este hecho comenzó de forma original en la ciudad de Emerita Augusta en el siglo VI durante el pontificado del obispo greco-emeritense San Fidel; y así leemos en el Libro de las Vidas de los Santos Padres Emeritenses: "Entrando en la Iglesia de Santa María, que hasta hoy se llama de Santa Jerusalén".
Así, gracias a dicha referencia bibliográfica, sabemos que la catedral de Mérida se había denominado “Santa Jerusalén”, como las otras catedrales metropolitanas hispanas; pero a partir del pontificado de San Fidel la catedral emeritense tomó una sobredenominación mariana y comenzó a ser conocida como “Nuestra Señora de Santa Jerusalén”; se plasmaba así la visión oriental de la Virgen María como mediadora y reina celestial.
Este hecho ha de situarse en el período de dominación bizantina del sur de España que había comenzado en el año 551, completado en el 554, y se finalizó en el año 572; entonces el rey visigodo Leovigildo conquistó las ciudades de Córdoba y Málaga a los bizantinos; la de bizantinos es la denominación historiográfica actual de aquellos “griegos”, San Paulo y San Fidel, últimos miembros eclesiásticos del Imperio Romano en Emerita Augusta.